# Lu rung
Lu rung là loại máy lu mà bên trong của các trống lu có lắp đặt hệ thống gây rung. Các hệ thống gây rung sử dụng lực quán tính ly tâm sinh ra khi quay các trục có gắn bánh lệch tâm để thay đổi làm tăng lực tác dụng lên trên nền bề mặt thi công nhằm làm tăng hiệu quả của quá trình nén.

## Phân loại
- Truyền động cơ khí
- Truyền động thủy lực

## Ưu điểm
Có dải tải trọng làm việc rộng, phù hợp với nhiều hơn các yêu cầu trong thực tế thi công với cùng một máy.